# Katri Lylynperä
Katri Lylynperä, född 3 januari 1994 i Vammala, är en finländsk längdskidåkare. 
Hon debuterade i världscupen säsongen 2012/2013 med en 51:a plats i sprint vid tävlingarna i Lahtis.  Lylynperä blev åtta i sprinten under Världsmästerskapen i nordisk skidsport 2021 och deltog även i Olympiska vinterspelen 2022. Både 2019 och 2022 blev hon finsk mästare i sprint.